# Districte de Douai
El Districte de Douai és un dels sis districtes amb què es divideix el departament francès del Nord, a la regió dels Alts de França. Té 7 cantons i 67 municipis. El cap del districte és la sotsprefectura de Douai.

## Cantons
cantó d'Arleux - cantó de Douai-Nord - cantó de Douai-Nord-Est - cantó de Douai-Sud - cantó de Douai-Sud-Oest - cantó de Marchiennes - cantó d'Orchies